# King Features Syndicate
Il King Features Syndicate è una società statunitense di syndication appartenente alla Hearst Corporation, distributrice di strisce a fumetti, colonne editoriali, rompicapo e giochi a oltre cinquemila quotidiani in tutto il mondo.

## Storia
Il King Features fu fondato da William Randolph Hearst nel 1915, sotto la direzione di Moses Koenigsberg, che scrisse la storia autobiografica della compagnia, King News (1941). Fino alla seconda guerra mondiale il King Features dominò il mercato del fumetto americano in concorrenza con il Tribune-News Syndacate di Patterson. Con la differenza che il King Features vendeva i diritti delle sue storie anche in Europa. In Italia, ad esempio, forniva al Corriere dei Piccoli personaggi umoristici come Bibì e Bibò, Fortunello, Arcibaldo e Petronilla, Mio Mao; mentre a L'Avventuroso forniva le avventure di Flash Gordon, Uomo mascherato, Radio Pattuglia, Agente segreto X-9, Jim della giungla e le strisce giornaliere di Mandrake; a L'Audace vendeva Brick Bradford, Audax e le domenicali di Mandrake.  Hearst pose particolare attenzione alla strisce a fumetti, anche negli ultimi anni della sua vita, come testimoniano le lettere scritte tra il 1945 e il 1946.
Sylvan Byck divenne capo editore delle strisce negli anni cinquanta e lo rimase per diversi decenni, fino al 1978, anno in cui il fumettista Bill Yates si ritrovò a ricoprire il ruolo di editore delle strip. Yates, che aveva già lavorato per altri editori, come Dell Publishing, si dimise all'inizio degli anni novanta, per poter dedicarsi ai suoi lavori artistici. Nel 1988, Yates fu rimpiazzato da Jay Kennedy, autore di The Official Underground & Newave Comix Price Guide. Il 15 marzo 2007, Kennedy lasciò l'impiego, che venne affidato a Brendan Burford.
Byck, durante la sua gestione, affermò che la King Features riceveva più di mille nuove proposte di strisce a fumetti, ma si imponevano di sceglierne soltanto una all'anno. Diede inoltre dei consigli per scrivere strisce sarebbero potute essere accettate: disse di concentrarsi sul personaggio principale e di evitare "temi troppo delicati".
L'unica striscia davvero di successo distribuita nel dopoguerra dal King Features fu Beetle Bailey.

## Fumetti
Le strisce vengono spesso ristampate dalla King Features in volumi. Nel 1967, l'azienda tentò di dar vita ad una propria linea di fumetti, creando l'etichetta King Comics. La linea durò un anno e mezzo, dall'agosto 1966 al dicembre 1967. Quando l'etichetta smise di pubblicare materiale, i personaggi vennero ripresi da altre case editrici, come Gold Key Comics, Harvey Comics e Charlton Comics.
Oltre al vasto merchandising e alle licenze di icone come Betty Boop e Braccio di Ferro, la King Features ha sfruttato il medium televisivo, producendo diverse serie televisive (Kukla, Fran and Ollie, Mr. Bill e Mr. Magoo), sculture, oggetti d'arte e mostre.
Con l'aumento del costo della carta e il ridimensionamento di molti giornali, il settore delle strisce divenne più competitivo e, nel 2002, i rappresentanti della King dovettero scegliere personalmente più di 1500 quotidiani americani. La King stava ricevendo più di seimila proposte per nuove strisce a fumetti, accettandone comunque non più di tre all'anno.
Il solo autore italiano ad essere pubblicato da King Features è il fumettista Piero Tonin, su testi dello scrittore newyorkese Gene Schwimmer.

### King's DailyINK online
(Jay Kennedy)
Contrariamente ad altre aziende, la King Features ha espanso i propri mezzi di diffusione, iniziando a pubblicare le strisce fumettistiche sui cellulari. Nel 2006, lanciò il servizio online DailyINK, che, al prezzò annuale di 15 $, inviava per e-mail, più di settanta strisce del passato (come l'Uomo Mascherato, Flash Gordon, The Yellow Kid e Krazy Kat) e di oggi.

## Strisce e cartoon pubblicati dalla King Features
- Abie the Agent
- Amazing Spider-Man (striscia a fumetti)
- Arcibaldo e Petronilla
- Apartment 3-G
- Arctic Circle
- Baby Blues
- Barney Google and Snuffy Smith
- Beetle Bailey
- The Better Half
- Betty Boop
- Between Friends
- Big Ben Bolt
- Bizarro
- Blondie e Dagoberto
- Braccio di Ferro
- Dennis la minaccia
- Edge City
- Family Circus
- Felix
- Flash Gordon
- Fortunello (Happy Hooligan)
- Hi and Lois
- Inside Woody Allen
- Jungle Jim
- La serie di Cuphead!
- Katzenjammer Kids

- King of the Royal Mounted
- Krazy Kat
- Mandrake il mago
- Mother Goose & Grimm
- Mutts
- Paperino
- Piranha Club
- Prince Valiant
- Radio Patrol
- Red Barry
- Redeye
- Retail
- Rex Morgan, M.D.
- Rhymes with Orange
- Rip Kirby
- The Little King
- Tina's Groove
- Todd the Dinosaur
- Topolino
- Triple Take
- Trudy
- Uomo mascherato
- Zits